# Orbulina suturalis
Orbulina suturalis Brönnimann, 1951, es una especie extinta de foraminífero planctónico del género Orbulina, de la familia Globigerinidae, de la superfamilia Globigerinoidea, del suborden Globigerinina y del orden Globigerinida. Su rango cronoestratigráfico abarca desde el Bartoniense medio (Eoceno superior) hasta la Serravalliense (Mioceno medio).

## Lista de sinonimias
- 1951 Orbulina suturalis  Brönnimann, p.135, text fig. IV, figs. 15,16,20